# Fenolheda

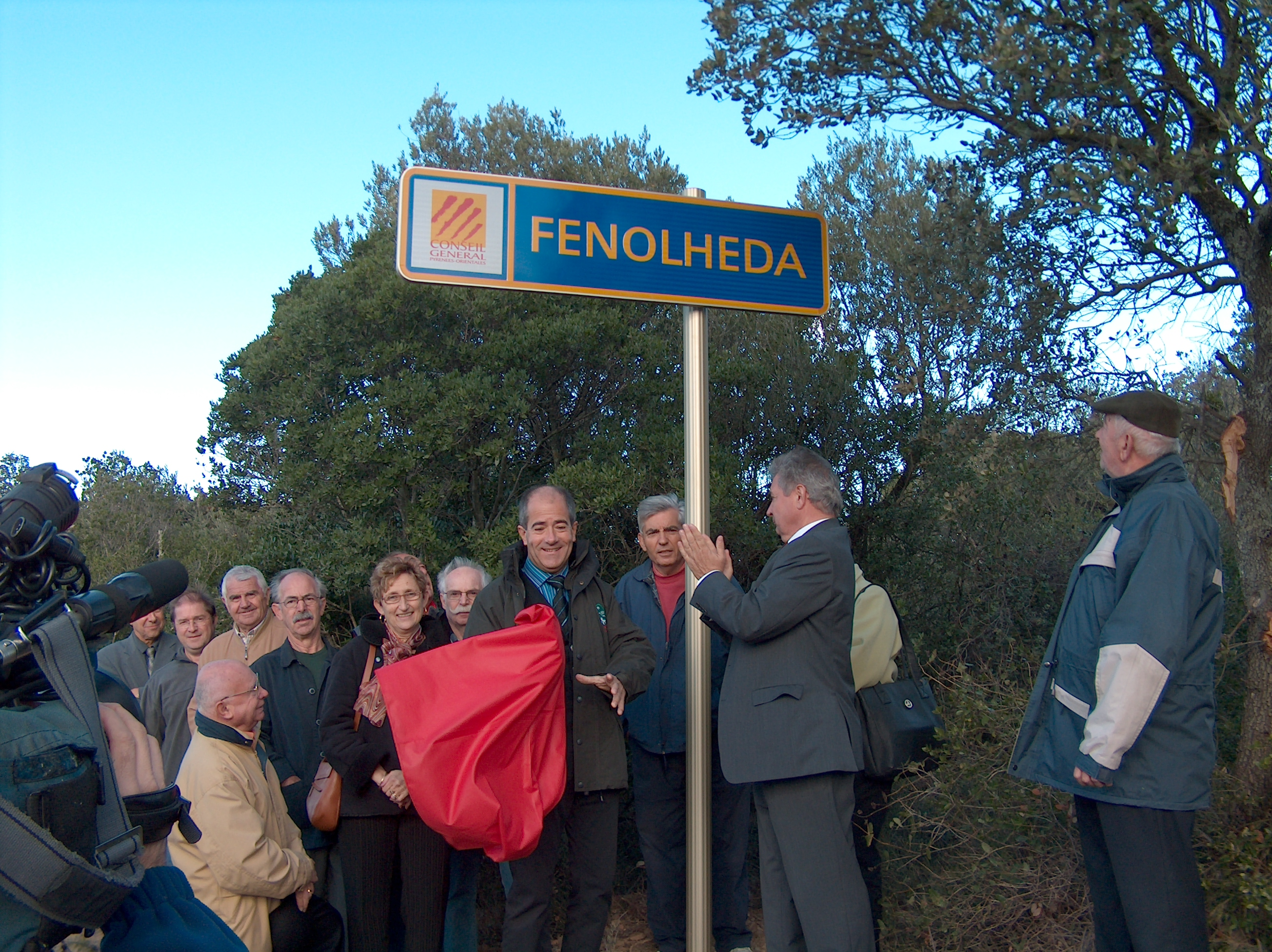
Inauguração da sinalética em occitano pelo Presidente do Conselho Geral, C. Bourquin, em 2007.

A Fenolheda ou Fenolhedês (Fenolhedés, Fenouillèdes em francês) é uma comarca e região natural occitana na região histórica de Línguadoc, situado no departamento francês dos Pirenéus Orientais e também no departamento de Aude com o Vale de Santa Cruz. Limita a norte e oeste com as comarcas occitanas das Corbièras e do País de Saut, e a sul com as comarcas catalãs do Rossilhão e Conflente.
A sua capital é Sant Pau de Fenolhet.